# Орьенталь (Пуэбла)
Орьенталь (исп. Oriental) — город в Мексике, штат Пуэбла, административный центр одноимённого муниципалитета. Численность населения, по данным переписи 2010 года, составила 9 957 человек.

## История
Город был основан Сильвестром Пересом 29 октября 1917 года, на основании указа губернатора штата Пуэбла — Альфонсо Кабреры.
До этого момента здесь была только железнодорожная станция, обслуживавшая близлежащие посёлки.